# Парламентський контроль
Парламентський контроль — це особливий вид державного контролю, який здійснюється Верховною радою України на підставі та у межах, визначених Конституцією і законами України, що дає змогу парламентові отримувати достовірну й об'єктивну інформацію про фактичне виконання своїх обов'язків і повноважень відповідними органами влади та їх посадовими особами, належним чином реагувати на виявлені порушення і, відтак, спрямований на забезпечення конституційної законності та державної дисципліни у сферах їх безпосередньої владно-управлінської діяльності.
Парламентський контроль Верховна Рада здійснює в межах власної компетенції щодо будь-яких об'єктів контролю, за винятком судів та правоохоронних органів при провадженні ними оперативно-розшукової діяльності, дізнання та досудового слідства, здійснення правосуддя за окремими категоріями справ.
Щодо таких об'єктів здійснюється непрямий (опосередкований) парламентський контроль, зокрема щодо Конституційного суду України — при призначенні шести суддів Конституційного суду, щодо судів загальної юрисдикції — при обранні суддів на посади безстроково, наданні згоди на арешт або затримання судді, призначенні трьох членів до складу Вищої ради юстиції і т. ін.
Непрямий парламентський контроль Верховна рада здійснює також і щодо діяльності президента України, зокрема при:
- заслуховуванні щорічних та позачергових послань президента про внутрішнє і зовнішнє становище України і затвердженні рішень про надання Україною позик і економічної допомоги іноземним державам та міжнародним організаціям, а також про одержання Україною від іноземних держав, банків та міжнародних фінансових організацій позик, не передбачених держбюджетом, здійсненні контролю за їх використанням;

- схваленні рішень глави держави про надання військової допомоги іншим державам, про направлення підрозділів Збройних сил України в іншу державу або про допуск підрозділів збройних сил інших держав на територію України;

- затвердженні Указів президента України про введення воєнного або надзвичайного стану в Україні чи в окремих її місцевостях, про загальну або часткову мобілізацію, про оголошення окремих місцевостей України зонами надзвичайної екологічної ситуації;

- обговоренні подання президента України про оголошення війни і укладення миру, рішення президента України про використання Збройних сил України та інших військових формувань;

- наданні згоди на обов'язковість міжнародних договорів та денонсації міжнародних договорів України;

- прийнятті рішення про направлення до президента України запиту на вимогу народного депутата, групи народних депутатів чи комітету Верховної ради України;

- здійсненні процедури усунення президента України з поста в порядку імпічменту.

Прямий (безпосередній) парламентський контроль Верховна рада України здійснює щодо:
- забезпечення конституційних прав, свобод та обов'язків людини і громадянина;

- діяльності Кабінету Міністрів України, генерального прокурора України, інших державних органів та посадових осіб, які обираються, призначаються чи затверджуються Верховною радою України або на призначення яких потрібна її згода;

- фінансово-економічної діяльності держави.

Парламентський контроль за забезпеченням прав, свобод та обов'язків людини і громадянина здійснюється Верховною радою України через Уповноваженого Верховної ради з прав людини. Парламентський контроль за діяльністю Кабінету Міністрів України здійснюється при розгляді та прийнятті рішення щодо схвалення програми діяльності Уряду, затвердженні загальнодержавних програм економічного, науково-технічного, соціального і національно-культурного розвитку та охорони довкілля, підготовку і виконання яких здійснює Кабінет Міністрів, призначення за поданням президента прем'єр-міністра України та за поданням останнього членів Кабінету Міністрів (за винятком тих, що призначаються за поданням глави держави), звітуванні членів Кабінету Міністрів за свою діяльність, розгляді питання про відповідальність Уряду, розгляді та прийнятті підготовленого Урядом проекту закону про держбюджет та розгляду звіту Уряду про його виконання тощо.
Парламентський контроль за фінансово-економічною діяльністю держави здійснюється Верховною радою на всіх стадіях бюджетного процесу та через рахункову палату, а також при наданні згоди на призначення главою держави голови Національного банку, при призначенні за поданням прем'єр-міністра України голови антимонопольного комітету, голови Фонду державного майна, звільнення зазначених осіб з посад, призначенні половини складу ради Національного банку тощо.
Здійснення Верховною радою парламентського контролю забезпечується діяльністю парламентських профільних комітетів, а також тимчасових спеціальних і тимчасових слідчих комісій. Спеціалізованими ж органами парламентського контролю є Уповноважений Верховної Ради України з прав людини та рахункова палата України.